# Giuseppe della Porta Rodiani
Giuseppe della Porta Rodiani, italijanski duhovnik, škof in kardinal, * 5. september 1773, Rim, † 18. december 1841.

## Življenjepis
24. septembra 1796 je prejel duhovniško posvečenje.
19. aprila 1822 je bil imenovan za naslovnega nadškofa Damaska in 21. aprila istega leta je prejel škofovsko posvečenje.
16. maja 1823 je bil imenovan za naslovnega patriarha.
23. junija 1834 je bil povzdignjen v kardinala in pectore.
6. aprila 1835 je bil imenovan za pomožnega škofa Rima in razglašen za kardinala-duhovnika pri S. Susanna.